# Fallout: An American Nuclear Tragedy
Fallout: An American Nuclear Tragedy este o carte din 1989 scrisă de către Philip L. Fradkin care a fost republicată a doua oară în 2004. Cartea este despre expunerea la radiații a oamenilor și a animalelor datorită variației direcției vântului dinspre Poligonul de teste nucleare din Nevada în anii 1950. Cazul Irenae Allen et al. vs. Statele Unite ale Americii este folosit ca un cadru pentru narațiune. Procesul a dus la despăgubiri de  2,66 milioane dolari acordate la opt persoane cu leucemie, una cu cancer tiroidian și o altă persoană cu cancer la sân. Philip Fradkin este un istoric ecologist american, jurnalist și autor. Fradkin a împărțit Premiul Pulitzer în 1965 cu personalul metropolitan de la Los Angeles Times pentru scrierea articolului despre revoltele din cartierul Watts. 